# Fengwei, Yunnan
Fengwei (kinesiska: 凤尾, 凤尾镇) är en köping i Kina. Den ligger i provinsen Yunnan, i den sydvästra delen av landet, omkring 390 kilometer väster om provinshuvudstaden Kunming. Antalet invånare är 18 166. Befolkningen består av 8 264 kvinnor och 9 902 män. Barn under 15 år utgör 20,0 %, vuxna 15-64 år 71 %, och äldre över 65 år 7,0 %.
Genomsnittlig årsnederbörd är 1 363 millimeter. Den regnigaste månaden är juli, med i genomsnitt 368 mm nederbörd, och den torraste är februari, med 9 mm nederbörd.